# Soldier Creek
Soldier Creek è un census-designated place (CDP) degli Stati Uniti d'America della contea di Todd nello Stato del Dakota del Sud. La popolazione era di 227 abitanti al censimento del 2010. La U.S. Route 18 passa attraverso la comunità.

## Geografia fisica
Secondo lo United States Census Bureau, il CDP ha una superficie totale di 31,7 km², dei quali 31,69 km² di territorio e 0,01 km² di acque interne (0,02% del totale).

## Società

### Evoluzione demografica
Secondo il censimento del 2010, la popolazione era di 227 abitanti.

### Etnie e minoranze straniere
Secondo il censimento del 2010, la composizione etnica del CDP era formata dallo 0,88% di bianchi, lo 0% di afroamericani, il 98,68% di nativi americani, lo 0% di asiatici, lo 0% di oceanici, lo 0% di altre razze, e lo 0,44% di due o più etnie. Ispanici o latinos di qualunque razza erano l'1.76% della popolazione.